# Jaouen Hadjam
Jaouen Hadjam (Parigi, 26 marzo 2003) è un calciatore francese naturalizzato algerino, difensore dello Young Boys e della nazionale algerina.

## Biografia
È nato a Parigi, in Francia, da genitori di origini algerine.

## Caratteristiche tecniche
È un terzino di piede mancino e atletico, abile palla al piede e nell'uno contro uno. È un calciatore duttile, potendo giocare anche al centro della difesa.

## Carriera

### Club

#### Paris FC e Nantes
Cresciuto calcisticamente in varie squadre dei sobborghi parigini, tra cui il Paris Saint-Germain, nel 2018 approda al Paris FC. L'anno successivo, il 18 gennaio 2019, firma il primo contratto da professionista; il 22 agosto 2020, invece debutta in prima squadra e fra i professionisti, nella gara di Ligue 2 vinta per 3-0 sullo Chambly. Dopo aver ottenuto solo sei presenze alla prima stagione, già nella seconda inizia ad ottenere maggiore spazio, giocando 24 partite tra campionato e coppa nazionale e ricevendo l'attenzione di club di Ligue 1.
Comincia poi la stagione 2022-2023 ottenendo 13 presenze tra campionato e coppa, tuttavia il 17 gennaio 2023 viene acquistato a titolo definitivo dal Nantes.
Cinque giorni dopo il suo arrivo, debutta con Les Canaries in Coppa di Francia, in occasione della vittoria alla lotteria dei rigori contro l'ES Thaon.
Il 29 gennaio, debutta anche in Ligue 1, in un pareggio a reti inviolate in casa del Clermont Foot.
Trovata presto la titolarità, complici gli infortuni dei compagni di reparto Merlin e Traoré, tra la fine di marzo e l'inizio di aprile è costretto a rinunciarvi, venendo messo temporaneamente fuori rosa dell'allenatore Antoine Kombouaré a causa della sua volontà di seguire il Ramadan, salvo poi tornare a giocare il 16 aprile in occasione della gara di campionato contro l'Auxerre persa 2-1.
Conclude la prima annata in maglia gialloverde con 15 presenze tra tutte le competizioni, contribuendo da comprimario alla salvezza dei canarini.

#### Young Boys
Dopo aver disputato soltanto 8 gare nella prima parte della stagione 2023-2024, il 19 gennaio 2024 viene ceduto a titolo definitivo agli svizzeri dello Young Boys.
Il 27 gennaio successivo debutta in Super League con la maglia dei gialloneri, subentrando a Noah Persson nel corso della gara persa per 1-0 contro il Basilea.

### Nazionale
In possesso della doppia cittadinanza, algerina e francese, Hadjam ha rappresentato la Francia a diversi livelli giovanili: nel 2020 viene convocato per la prima volta nella selezione Under-17, nel 2021 viene convocato nella nazionale Under-19 e nel 2022 in quella Under-20.
Dopo aver declinato la convocazione del CT dell'Under-20 francese Landry Chauvin, il 17 marzo 2023 viene inserito nella lista dei convocati della nazionale algerina, in vista del doppio confronto contro il Niger valido per le gare di qualificazione alla Coppa d'Africa. Rimasto in panchina nella gara d'andata del 24 marzo, debutta da titolare nella gara di ritorno vinta di misura 0-1.

## Statistiche

### Presenze e reti nei club
Statistiche aggiornate al 18 aprile 2025.
| Stagione          | Squadra           | Campionato        | Campionato | Campionato | Coppe nazionali | Coppe nazionali | Coppe nazionali | Coppe continentali | Coppe continentali | Coppe continentali | Altre coppe | Altre coppe | Altre coppe | Totale | Totale |
| Stagione          | Squadra           | Comp              | Pres       | Reti       | Comp            | Pres            | Reti            | Comp               | Pres               | Reti               | Comp        | Pres        | Reti        | Pres   | Reti   |
| ----------------- | ----------------- | ----------------- | ---------- | ---------- | --------------- | --------------- | --------------- | ------------------ | ------------------ | ------------------ | ----------- | ----------- | ----------- | ------ | ------ |
| 2020-2021         | Paris FC          | L2                | 6          | 0          | CF              | 1               | 0               |                    | -                  | -                  |             | -           | -           | 7      | 0      |
| 2021-2022         | Paris FC          | L2                | 23         | 0          | CF              | 1               | 0               |                    | -                  | -                  |             | -           | -           | 24     | 0      |
| 2022-gen. 2023    | Paris FC          | L2                | 11         | 0          | CF              | 2               | 0               |                    | -                  | -                  |             | -           | -           | 13     | 0      |
| Totale Paris FC   | Totale Paris FC   | Totale Paris FC   | 40         | 0          |                 | 4               | 0               |                    | 0                  | 0                  |             | 0           | 0           | 44     | 0      |
| gen.-giu. 2023    | Nantes            | L1                | 13         | 0          | CF              | 2               | 0               | UEL                | -                  | -                  | SF          | -           | -           | 15     | 0      |
| 2023-gen. 2024    | Nantes            | L1                | 8          | 0          | CF              | 0               | 0               | -                  | -                  | -                  | -           | -           | -           | 8      | 0      |
| Totale Nantes     | Totale Nantes     | Totale Nantes     | 21         | 0          |                 | 2               | 0               |                    | 0                  | 0                  |             | 0           | 0           | 23     | 0      |
| gen.-giu. 2024    | Young Boys        | SL                | 15         | 2          | CS              | 1               | 0               | UCL+UEL            | 0+2                | 0+0                | -           | -           | -           | 18     | 2      |
| 2024-2025         | Young Boys        | SL                | 29         | 1          | CS              | 4               | 0               | UCL                | 8                  | 0                  | -           | -           | -           | 41     | 1      |
| Totale Young Boys | Totale Young Boys | Totale Young Boys | 44         | 3          |                 | 8               | 0               |                    | 7                  | 0                  |             | -           | -           | 59     | 3      |
| Totale carriera   | Totale carriera   | Totale carriera   | 105        | 3          |                 | 11              | 0               |                    | 10                 | 0                  |             | 0           | 0           | 126    | 3      |

### Cronologia presenze e reti in nazionale
| Cronologia completa delle presenze e delle reti in nazionale ― Algeria | Cronologia completa delle presenze e delle reti in nazionale ― Algeria | Cronologia completa delle presenze e delle reti in nazionale ― Algeria | Cronologia completa delle presenze e delle reti in nazionale ― Algeria | Cronologia completa delle presenze e delle reti in nazionale ― Algeria | Cronologia completa delle presenze e delle reti in nazionale ― Algeria | Cronologia completa delle presenze e delle reti in nazionale ― Algeria | Cronologia completa delle presenze e delle reti in nazionale ― Algeria |
| Data                                                                   | Città                                                                  | In casa                                                                | Risultato                                                              | Ospiti                                                                 | Competizione                                                           | Reti                                                                   | Note                                                                   |
| ---------------------------------------------------------------------- | ---------------------------------------------------------------------- | ---------------------------------------------------------------------- | ---------------------------------------------------------------------- | ---------------------------------------------------------------------- | ---------------------------------------------------------------------- | ---------------------------------------------------------------------- | ---------------------------------------------------------------------- |
| 27-3-2023                                                              | Radès                                                                  | Niger                                                                  | 0 – 1                                                                  | Algeria                                                                | Qual. Coppa d'Africa 2023                                              | -                                                                      |                                                                        |
| 18-6-2023                                                              | Douala                                                                 | Uganda                                                                 | 1 – 2                                                                  | Algeria                                                                | Qual. Coppa d'Africa 2023                                              | -                                                                      |                                                                        |
| 26-3-2024                                                              | Baraki                                                                 | Algeria                                                                | 3 – 3                                                                  | Sudafrica                                                              | Amichevole                                                             | -                                                                      | 74’                                                                    |
| 6-6-2024                                                               | Baraki                                                                 | Algeria                                                                | 1 – 2                                                                  | Guinea                                                                 | Qual. Mondiali 2026                                                    | -                                                                      | 80’                                                                    |
| 5-9-2024                                                               | Orano                                                                  | Algeria                                                                | 2 – 0                                                                  | Guinea Equatoriale                                                     | Qual. Coppa d'Africa 2025                                              | -                                                                      |                                                                        |
| 10-9-2024                                                              | Monrovia                                                               | Liberia                                                                | 0 – 3                                                                  | Algeria                                                                | Qual. Coppa d'Africa 2025                                              | -                                                                      | 82’                                                                    |
| 17-11-2024                                                             | Tizi Ouzou                                                             | Algeria                                                                | 5 – 1                                                                  | Liberia                                                                | Qual. Coppa d'Africa 2025                                              | -                                                                      |                                                                        |
| 25-3-2025                                                              | Tizi Ouzou                                                             | Algeria                                                                | 5 – 1                                                                  | Mozambico                                                              | Qual. Mondiali 2026                                                    | 1                                                                      | 81’                                                                    |
| 5-6-2025                                                               | Costantina                                                             | Algeria                                                                | 2 – 0                                                                  | Ruanda                                                                 | Amichevole                                                             | 1                                                                      |                                                                        |
| Totale                                                                 |                                                                        | Presenze                                                               | 9                                                                      |                                                                        | Reti                                                                   | 2                                                                      |                                                                        |

## Palmarès

### Club

#### Competizioni nazionali
- Campionato svizzero: 1

Young Boys: 2023-2024